# Hylaeus lychnis
Hylaeus lychnis är en biart som först beskrevs av Joseph Vachal 1910.  Hylaeus lychnis ingår i släktet citronbin, och familjen korttungebin. Inga underarter finns listade i Catalogue of Life.